# Вильгельмсдор
Вильгельмсдор (нем. Wilhelmsdor) — название четырёх типов золотых монет с изображёнными на них портретами монархов по имени Вильгельм.
1. Название золотой монеты прусского короля Фридриха Вильгельма I[4][5]. По своей сути она представляла двойной пистоль весом 13,46 г при содержании 12,245 г чистого золота[1][3]. С 1737 по 1740 год отчеканили всего 5833 экземпляра[3]. По своей сути выпуск стал прихотью монарха, захотевшего заменить заполонившие государство французские деньги монетами местного выпуска[1]. Использовали вильгельмсдоры для оплаты личных расходов короля во время инспекционных поездок по стране[3]. Отсутствие чёткого обозначения номинала, необходимость принимать монеты к оплате по завышенной стоимости в 10 талеров вследствие несоответствия заявленной стоимости цене содержащегося в них металла не способствовала популярности и широкому распространению вильгельмсдоров в денежном обращении государства[3]. Вильгельмсдоры оказали существенное влияние на денежное обращение северной Германии, так как чеканившиеся в 1838—1840 годах полвильгельмсдора стали прообразом фридрихсдора[1][3].
2. Название монет в 1 и 2 пистоля герцога Брауншвейга Вильгельма (1830—1884)[1][4]
3. Название пистолей курфюрстов Гессен-Касселя Вильгельма II (1821—1847) и Фридриха Вильгельма I (1847—1866)[1][6]
4. В немецкоязычных странах название «вильгельмсдор» также закрепилось за золотыми монетами королей Нидерландов Вильгельма II и Вильгельма III номиналом в 10 гульденов[6]